# Perifèries de Grècia
Les perifèries (grec: περιφέρειες) són les subdvisions o regions administratives de Grècia. Hi ha 13 perifèries (nou al continent i quatre a les illes) dividides en 74 unitats perifèriques des de l'1 de gener del 2011 segons el programa Cal·lícrates.
Respecte a l'anterior divisió administrativa de Grècia, prèvia a l'any 2011, les perifèries de Grècia han mantingut els seus límits geogràfics, però constitueixen ara la divisió administrativa de segon ordre (ja que a nivell de primer ordre hi trobem les Administracions descentralitzades), i fins a la reforma estaven dividides en 51 prefectures.
|  | - 1. Macedònia Oriental i Tràcia - 2. Macedònia Central - 3. Macedònia Occidental - 4. Tessàlia - 5. Epir - 6. Illes Jòniques - 7. Grècia Occidental - 8. Grècia Central - 9. Peloponès - 10. Àtica - 11. Creta - 12. Egeu Meridional - 13. Egeu Septentrional |